# Coupe d'Irlande de football 1889-1890
Navigation
Édition précédente Édition suivante
La coupe d'Irlande de football 1889-1890 est la dixième édition de la Coupe d'Irlande de football (en anglais Irish Cup) devenue par la suite la Coupe d'Irlande du Nord de football. 
La compétition s'organise par matchs éliminatoires joués sur le terrain du premier club tiré au sort. Si les deux équipes ne peuvent se départager au terme du temps réglementaire, un match d'appui est joué. 
La compétition est marquée par deux faits : c'est une garnison stationnée en Irlande qui remporte l'Irish Cup au nez et à la barbe des clubs irlandais. La finale est rejouée une fois puisque lors du premier affrontement les deux finalistes n'ont pu se départager. Les Gordon Highlanders l'emportent sur le Cliftonville FC 3 buts à 1 après avoir fait match nul 2-2 lors de la première finale.

## Premiers tours
Les résultats sont inconnus.

## Demi-finales
| Club recevant              | Score | Club visiteur      | Date |
| -------------------------- | ----- | ------------------ | ---- |
| Cliftonville Football Club | 3-2   | Dublin Association |      |
| Gordon Highlanders         | 2-1   | Linfield FC        |      |

## Finale
| Finale      | Gordon Highlanders | 2-2 | Cliftonville Football Club | Ulster Cricket Ground |                     |
| 8 mars 1890 |                    |     |                            | Spectateurs : 4 500   | Spectateurs : 4 500 |

| Finale - match d'appui | Gordon Highlanders | 3-0 | Cliftonville Football Club | Ulsterville, Belfast |                     |
| 12 avril 1890          |                    |     |                            | Spectateurs : 3 500  | Spectateurs : 3 500 |